# Pendes
Pendes es una localidad española del municipio de Cillorigo de Liébana, perteneciente a la comunidad autónoma de Cantabria.

## Geografía
Se encuentra a 510 m s. n. m. y dista 8,9 km de Tama, la capital municipal. La «Castañera de Pendes» es un conjunto de árboles considerados singulares.

## Historia
Hacia mediados del siglo XIX, el lugar, ya por entonces perteneciente a Cillorigo de Liébana, tenía contabilizada una población de 105 habitantes. Aparece descrito en el duodécimo volumen del Diccionario geográfico-estadístico-histórico de España y sus posesiones de Ultramar de Pascual Madoz con las siguientes palabras:

PENDES: l. en la prov. de Santander, part. jud. de Potes, dióc. de Leon, aud. terr. y c. g. de Búrgos, ayunt. de Castro ó Cillorigo: sit. en la vertiente de la montaña que forma el valle de Cillorigo á la izq. del r. Deva: su clima es frio, pero sano; tiene 34 casas; escuela de primeras letras dotada con 200 rs. y 2 cargas de trigo; igl. parr. (Ntra. Sra. del Noval) servida por un cura de primer asecenso y presentacion de varias voces mistas, una capellania de familias con cargo de misas y sin residencia; y buenas aguas potables. Confina con Cabañes, Lebeña, Castro y Colio. El terreno es seco, fuerte, y en muchas partes calizo. Hay algunos prados, y arbolado de toda clase de frutas. Los caminos son locales, y aunque malos y estrechos, se andan con carros: recibe la correspondencia en Potes. prod.: trigo, cebada, legumbres, maiz, patatas, frutas y vino; cria ganados, y caza de varios animales; la cosecha del trigo es bastante escasa, cuya falta se suple con el sobrante de la del vino que se estrae para los pueblos de la costa. pobl.: 26 vec., 105 alm. contr. con el ayunt.
(Madoz, 1849, p. 769)

En 2023, la entidad singular de población tenía empadronados 49 habitantes y el núcleo de población, también 49.

## Patrimonio
Hay en la localidad una iglesia de Nuestra Señora de la Batalla Naval, parroquial y con un retablo de los siglos XVI-XVIII.